# Susanne Hvas
Susanne Hvas (født 1949) er en tidligere dansk atlet. Hun var medlem af Hvidovre AK.

## Danske mesterskaber
- Sølv 1968 100 meter 12,1
- Sølv 1968 80 meter hæk 11,7
- Guld 1968 Længdespring 6,17w
- Sølv 1967 100 meter 12,4
- Guld 1967 400 meter 57,2
- Bronze 1966 100 meter 12,8
- Bronze 1966 200 meter 26,1

## Personlige rekorder
- 100 meter: 12,0 1968
- 200 meter: 25,0 1968
- 400 meter: 56,8 1967
- 80 meter hæk: ?
- Længdespring: 5,91 1968